# Ordy và những phát kiến vĩ đại
Ordy và những phát kiến vĩ đại (tiếng Pháp: Ordy ou les grandes découvertes, tiếng Nhật: ミームいろいろ夢の旅) là một phim hoạt họa khoa học do Kazuyoshi Yokota đạo diễn, xuất bản ngày 03 tháng 04 năm 1983.

## Nội dung
Cô bé Ordy là một sinh vật nhuyễn thể với đặc trưng mái tóc kiêm tay màu hồng, có khả năng đi xuyên không gian và thời gian dễ dàng. Nhờ vậy, cô bé đã dẫn hai bạn nhỏ Alex và Zoé đi tới cùng trời cuối bể, lên cả vũ trụ để khám phá những kiến thức khoa học, đồng thời hiểu rõ vì sao nhân loại biết phát minh.

### Nhân vật
- Albert Einstein
- Alexander Fleming
- Alexander Graham Bell
- Alfred Wegener
- Charles Darwin
- Galileo Galilei
- George Stephenson
- Isaac Newton
- James Watt
- Jean-Henri Fabre
- Jean-François Champollion
- Johannes Kepler
- Louis Pasteur
- Nicéphore Niépce
- Thomas Edison
- Wright brothers

### Tập phim
1. Origine de l'écriture
2. Les mystères des pyramides
3. Gutenberg - Naissance de l'imprimerie
4. Histoire de la photographie
5. Morse - Le télégraphe
6. A. G. Bell - Le téléphone
7. Du télégraphe à la télévision
8. Nouveaux moyens de communication
9. Les ordinateurs I
10. Les ordinateurs II
11. Les ordinateurs III
12. Les ordinateurs IV
13. Charles Darwin - L'évolution des espèces
14. Fabre - Insectes et compagnie
15. Louis Pasteur
16. Fleming - La pénicilline
17. Alfred Wegener - La dérive des continents
18. Volcans
19. A la découverte du pôle Nord
20. A la découverte du pôle Sud
21. Galilée - Le messager des étoiles
22. Mesurer le temps
23. Stephenson - La locomotive à vapeur
24. Les frères Wright - Naissance de l'aviation
25. Les navettes spatiales
26. Tsiolkovski - A la conquête de l'espace
27. A la découverte de l'espace I
28. A la découverte de l'espace II
29. A la découverte de l'espace III
30. A la découverte de l'espace IV
31. Satellites I
32. Satellites II
33. Satellites III
34. Satellites IV
35. Robots I
36. Robots II
37. Robots III
38. Robots IV
39. Thomas Edison - L'ampoule électrique
40. Lumières I
41. Lumières II
42. Lumières III
43. Lumières IV
44. Lumières V
45. Le pétrole
46. Energie atomique
47. Energie solaire
48. Energie du vent... Energie de l'eau...
49. Céramiques - Poterie et navette spatiale
50. Les métaux
51. Les textiles
52. Les plastiques

### Ngôn ngữ
- Tây Ban Nha Los mil viajes en los suenos de Mim
- Descobertas sem limite
- דימי בעקבות התגליות הגדולות
- Dimi Following the great discoveries, Dimi Be'Iqvot HaTagliot HaGdolot
- اسألوا لبيبة
- Otkrića bez granica
- Откритија без граници
- ماجراهای دانی‌"; Adventure of Dani
- Eindeloze Ontdekkingen
- Trung Quốc 小豆丁

## Kĩ thuật
- Hòa âm: Sadayoshi Fujino